# 634
Năm 634 là một năm trong lịch Julius. 